# Плейн-Сіті (Юта)
Плейн-Сіті (англ. Plain City) — місто (англ. city) в США, в окрузі Вебер штату Юта. Населення — 7833 особи (2020).

## Географія
Плейн-Сіті розташований за координатами 41°18′28″ пн. ш. 112°5′40″ зх. д. / 41.30778° пн. ш. 112.09444° зх. д. (41.307899, -112.094348).  За даними Бюро перепису населення США в 2010 році місто мало площу 30,97 км², з яких 30,38 км² — суходіл та 0,59 км² — водойми.

## Демографія
Згідно з переписом 2010 року, у місті мешкало 5476 осіб у 1609 домогосподарствах у складі 1417 родин. Густота населення становила 177 осіб/км².  Було 1654 помешкання (53/км²).
Расовий склад населення:
| - 96,9 % — білих - 0,5 % — азіатів - 0,3 % — вихідців з тихоокеанських островів - 0,3 % — корінних американців - 0,2 % — чорних або афроамериканців |

До двох чи більше рас належало 1,1 %. Частка іспаномовних становила 2,7 % від усіх жителів.
За віковим діапазоном населення розподілялося таким чином: 35,0 % — особи молодші 18 років, 56,7 % — особи у віці 18—64 років, 8,3 % — особи у віці 65 років та старші. Медіана віку мешканця становила 30,3 року. На 100 осіб жіночої статі у місті припадало 99,8 чоловіків;  на 100 жінок у віці від 18 років та старших — 100,6 чоловіків також старших 18 років.
Середній дохід на одне домашнє господарство  становив 89 497 доларів США (медіана — 81 027), а середній дохід на одну сім'ю — 95 144 долари (медіана — 86 196). Медіана доходів становила 55 813 долари для чоловіків та 36 804 долари для жінок. За межею бідності перебувало 1,2 % осіб, у тому числі 0,8 % дітей у віці до 18 років та 2,7 % осіб у віці 65 років та старших.
Цивільне працевлаштоване населення становило 2657 осіб. Основні галузі зайнятості: виробництво — 18,8 %, освіта, охорона здоров'я та соціальна допомога — 16,9 %, роздрібна торгівля — 12,1 %, науковці, спеціалісти, менеджери — 11,6 %.